# Sarbanissa exiguifascia
Sarbanissa exiguifascia är en fjärilsart som beskrevs av Swinhoe 1892. Sarbanissa exiguifascia ingår i släktet Sarbanissa och familjen nattflyn. Inga underarter finns listade.